# Holmevatten (Ödsmåls socken, Bohuslän)
Holmevatten är en sjö i Stenungsunds kommun i Bohuslän och ingår i Göta älv-Bäveåns kustområde. Sjön har en area på 0,141 kvadratkilometer och ligger 116,2 meter över havet.

## Delavrinningsområde
Holmevatten ingår i det delavrinningsområde (644650-126787) som SMHI kallar för Mynnar i havet. Medelhöjden är 66 meter över havet och ytan är 11,06 kvadratkilometer. Det finns inga avrinningsområden uppströms utan avrinningsområdet är högsta punkten. Avrinningsområdets utflöde mynnar i havet. Avrinningsområdet består mestadels av skog (28 procent), öppen mark (14 procent) och jordbruk (17 procent). Avrinningsområdet har 0,14 kvadratkilometer vattenytor vilket ger det en sjöprocent på 0,8 procent. Bebyggelsen i området täcker en yta av 6,99 kvadratkilometer eller 40 procent av avrinningsområdet.